# Терка (Польща)
Терка (пол. Terka) — село в Польщі, у гміні Солина Ліського повіту Підкарпатського воєводства. Давнє село на межі етнічних українських територій Лемківщини і Бойківщини.
Населення — 204 особи (2011).

## Історія

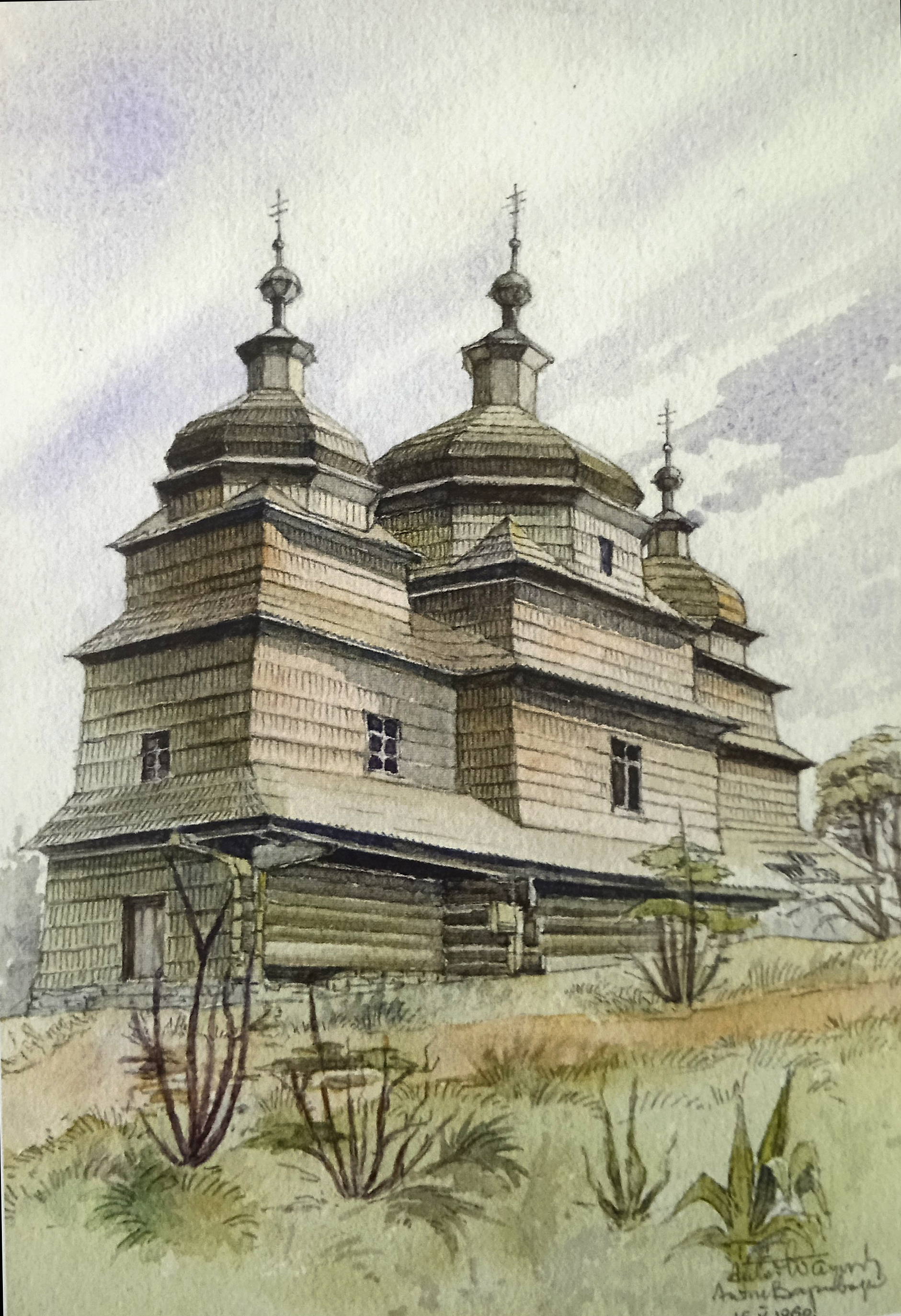
Давня церква прор. Іллі у Терці, побудована у 1781 році, розібрана для будівництва нової у 1912 р., акварель А. Вариводи.

Поселення існувало в 1463 р. як шляхетська власність Балів. У документі 1526 р. згадується в селі піп. У 1530 р. документуються 5 дворищ, млин, піп і солтис. В I пол. XVI ст. село було на волоському праві і входила в склад володінь Балів. До 1772 р. село знаходилося в Сяноцькій землі Руського воєводства.
У 1772-1918 рр. село було у складі Австро-Угорської монархії, у провінції Королівство Галичини та Володимирії. В 1880 р. в селі було 365 мешканців (у 55 будинках; 312 греко-католиків, 37 римо-католиків і 16 юдеїв), у 1900 р. — 425, у 1910 р.— 495.
У 1919-1939 рр. село входило до Ліського повіту Львівського воєводства. В 1921 р. в селі було 77 будинків і 460 мешканців. У 1930-1932 рр. задля латинізації та полонізації українців у Терці збудовано мурований костел. На 01.01.1939 у селі було 680 жителів (570 українців-грекокатоликів, 90 українців-римокатоликів, 10 поляків і 10 євреїв). Село належало до Ліського повіту Львівського воєводства.
Після Другої світової війни польська влада почала терор проти українців. У червні 1946 р. Польське військо насильно виселило до СРСР більшість українців, застреливши при цьому 19-річного юнака. У відповідь боївка Служби Безпеки УПА 4 липня заарештувала чотирьох осіб, запідозрених у доносах репресивним комуністичним органам, а п’ятий був застрелений при спробі втечі. 6 липня в село прибули карателі під командуванням капітана Зуберта з 36-ї Команди 8-го відділу прикордонних військ з Вовковиї, побили жінок і дітей, пограбували і понищили хати, а 43 жителів узяли заручниками і погнали під конвоєм у Вовковию. СБ тим часом переслухала затриманих; двоє (один з них поляк, а другий — українець) визнали вину, розповіли передану інформацію і були повішені 7 липня в селі з табличками на грудях: покарані як агенти більшовизму — ворога польського і українського народів. 8 липня повернулися карателі під командою Зуберта і застрелили чи спалили живцем щонайменше 12 українців, спалили 23 господарства, а 21 заручника (14 жінок і 7 дітей) загнали в хату Дудки і спалили їх живцем, обливши бензином і підпаливши хату та закидуючи її гранатами і розстрілюючи з автоматів. 
Всього, різним способом було вбито коло 30-ти жителів села. Після екзекуції польські прикордонники вивезли з села всіх поляків. Решту українців у 1947 р. в ході операції Вісла депортовано на понімецькі землі Польщі в села в околиці Старгарду, а Осипа Вайду і Василя Вайду ув’язнено до концтабору в Явожні.
У 1975-1998 роках село належало до Кросненського воєводства.

### Церкви

Руїни мурованої церкви у селі Терка, половина 1950-х років

У 1489 р. вперше згадується василіанський монастир, який знаходився на північній околиці села, що й досі називається Монастир, при монастирі була церква. Монастир був закритий у 1780 р., а на його місці залишилась мурована каплиця, знищена після виселення українців. Перша відома церква Св. Пророка Іллі в селі була дерев'яною, побудована в 1781 р. Згодом у 1911 р. на її місці побудована нова мурована, яка згоріла в 1914 р., відбудована в 1922 р. В 1957 р. польською владою розібрана. Частина будівельних матеріалів використана місцевими жителями для будівництва стаєн для худоби.
Місцева греко-католицька парафія належала до 1924 року до Балигородського деканату, опісля — до Тіснянського деканату Перемишльської єпархії. До парафії належали також філія в с. Буковець і прихід з с. Полянки.

## Демографія
Демографічна структура станом на 31 березня 2011 року:
|          | Загалом | Допрацездатний вік | Працездатний вік | Постпрацездатний вік |
| -------- | ------- | ------------------ | ---------------- | -------------------- |
| Чоловіки | 102     | 20                 | 68               | 14                   |
| Жінки    | 102     | 20                 | 56               | 26                   |
| Разом    | 204     | 40                 | 124              | 40                   |

## Пам’ятки
- Підмурівок церкви та розташовані поряд мурована дзвіниця кінця XIX ст. і прицерковний цвинтар, на якому серед інших поховань знаходиться братська могила замучених 8 липня 1946 р. українців, споруджена коштом родичів у 1985 р.
- В костелі наявний один із двох дзвонів з церковної дзвіниці (доля другого невідома).
- Кілька дерев’яних бойківських хиж.
- Кам’яний хрест 1848 року на знак знесення панщини.
- Залізний геодезичний стовп 1927 року з державною емблемою для вимірювання рівня води коло моста через річку Солинку.